# Kindertransport – Der letzte Abschied

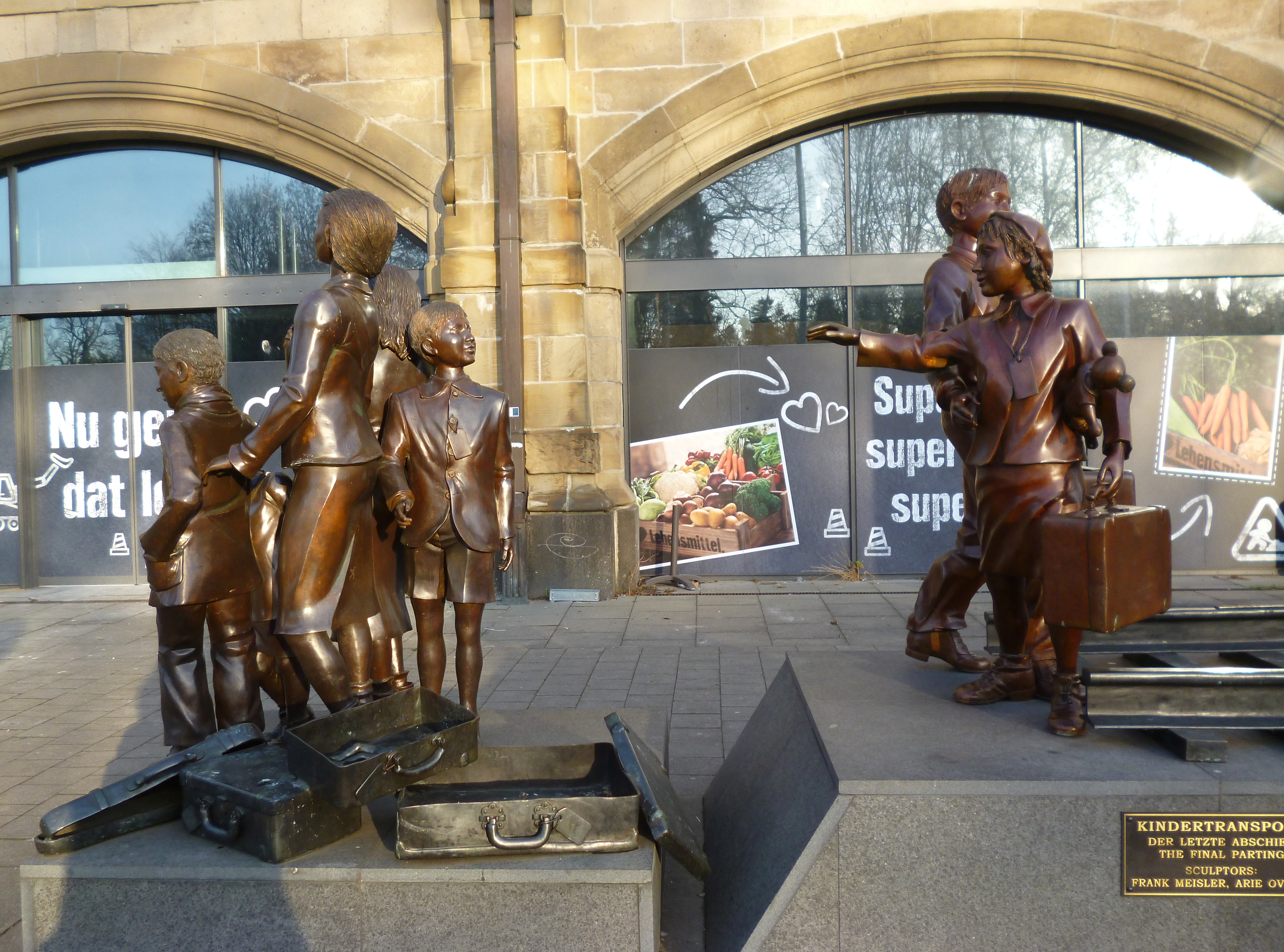

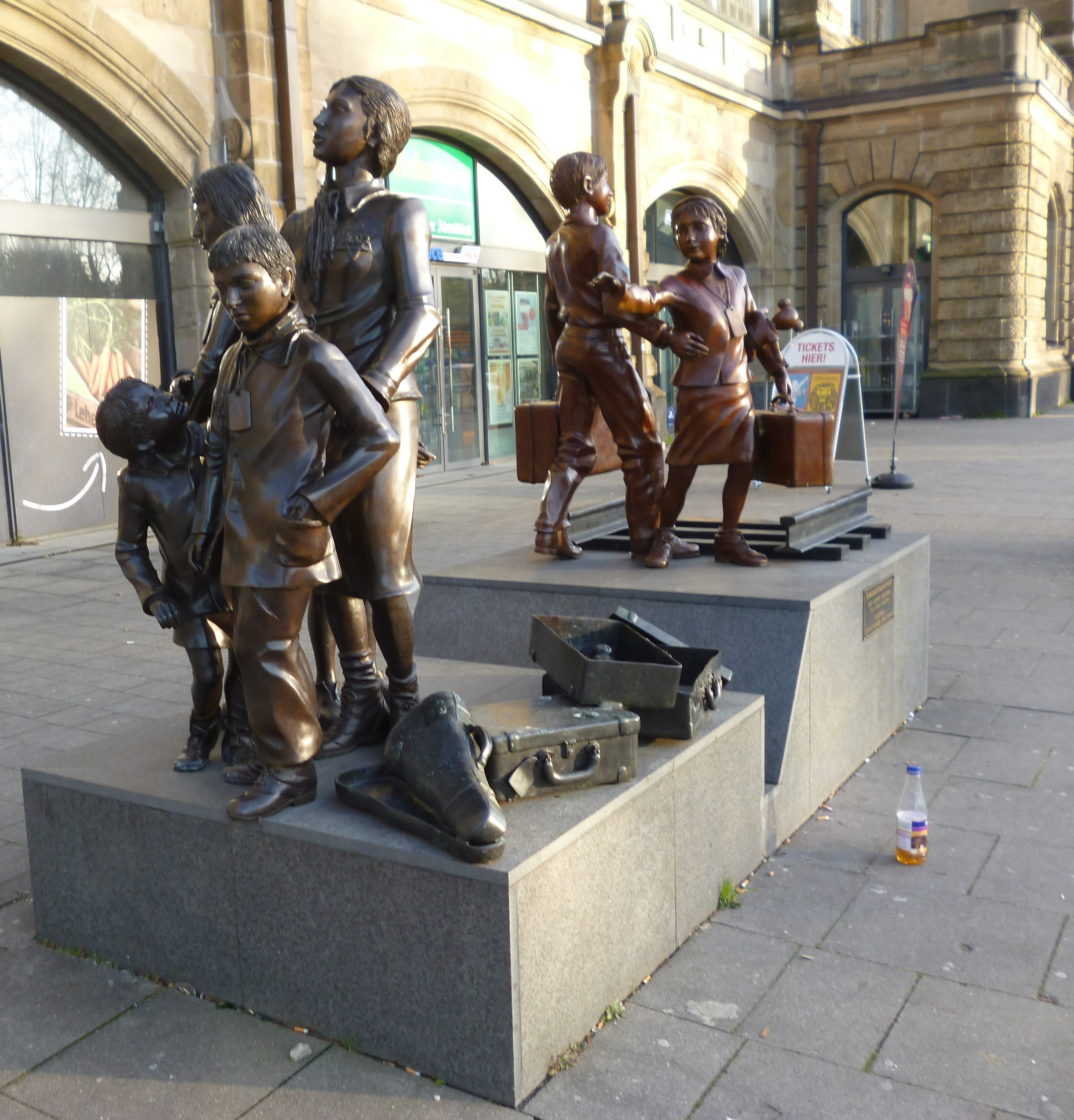

Kindertransport – Der letzte Abschied ist der Titel einer Bronzeskulptur des Bildhauers Frank Meisler auf dem Dag-Hammarskjöld-Platz vor dem Südausgang des Bahnhofs Hamburg Dammtor, die er zusammen mit seinem langjährigen Mitarbeiter, dem Bildhauer Arie Ovadia, gestaltet hat.
Die Plastik erinnert an die Kindertransporte deutscher Kinder, die nach den Nürnberger Gesetzen als jüdisch galten. Sie wurden aus dem Deutschen Reich bzw. aus von diesem bedrohten Ländern nach Großbritannien gebracht und fuhren unter anderem vom Bahnhof Dammtor ab. In der Zeit von Dezember 1938 bis 1. September 1939 reisten etwa 1.000 Kinder von Hamburg nach Großbritannien.

## Das Denkmal
Die vollständig aus privaten Mitteln finanzierte Plastik aus Bronze wurde im Mai 2015 vom Ersten Bürgermeister Olaf Scholz eingeweiht. Die in Lebensgröße erstellte Skulpturengruppe stellt den Moment des Abschieds von zwei Kindern an einem Gleis dar, während eine junge Frau und vier weitere Kinder zurückbleiben. „… am Dammtor steht der bittere Moment des Abschieds von den anderen, denen nicht oder noch nicht die Ausreise glückte, im Mittelpunkt“. Die voneinander abgewandten Gruppen stehen symbolisch für die nach England ausreisenden Kinder als auch für die Kinder, die mit Zügen der Deutschen Reichsbahn in Konzentrationslager deportiert wurden. Deutlich ausgeformt ist der Judenstern auf der Kleidung der jungen Frau und die Begleitzettel, die die Kinder um den Hals tragen.

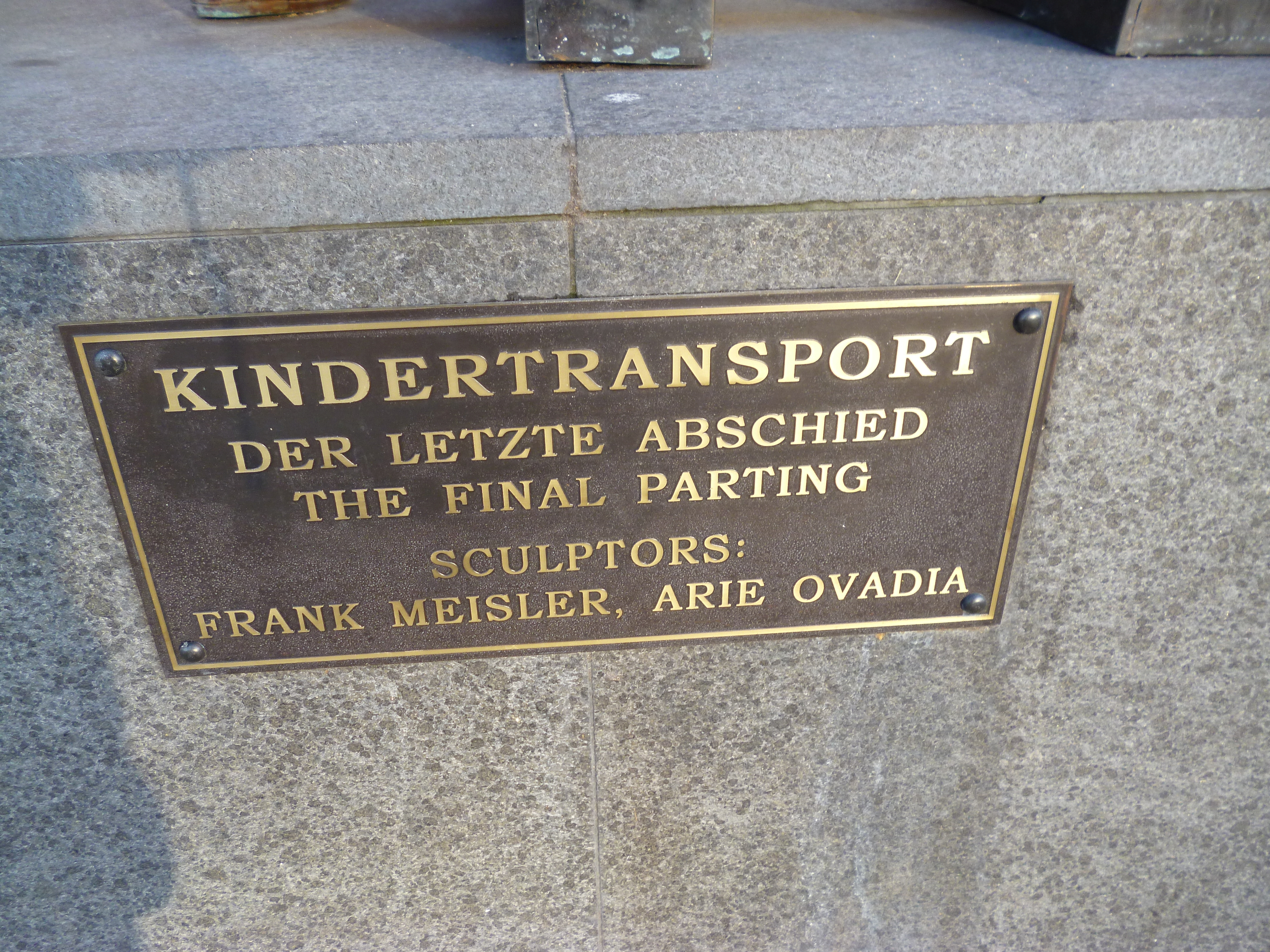

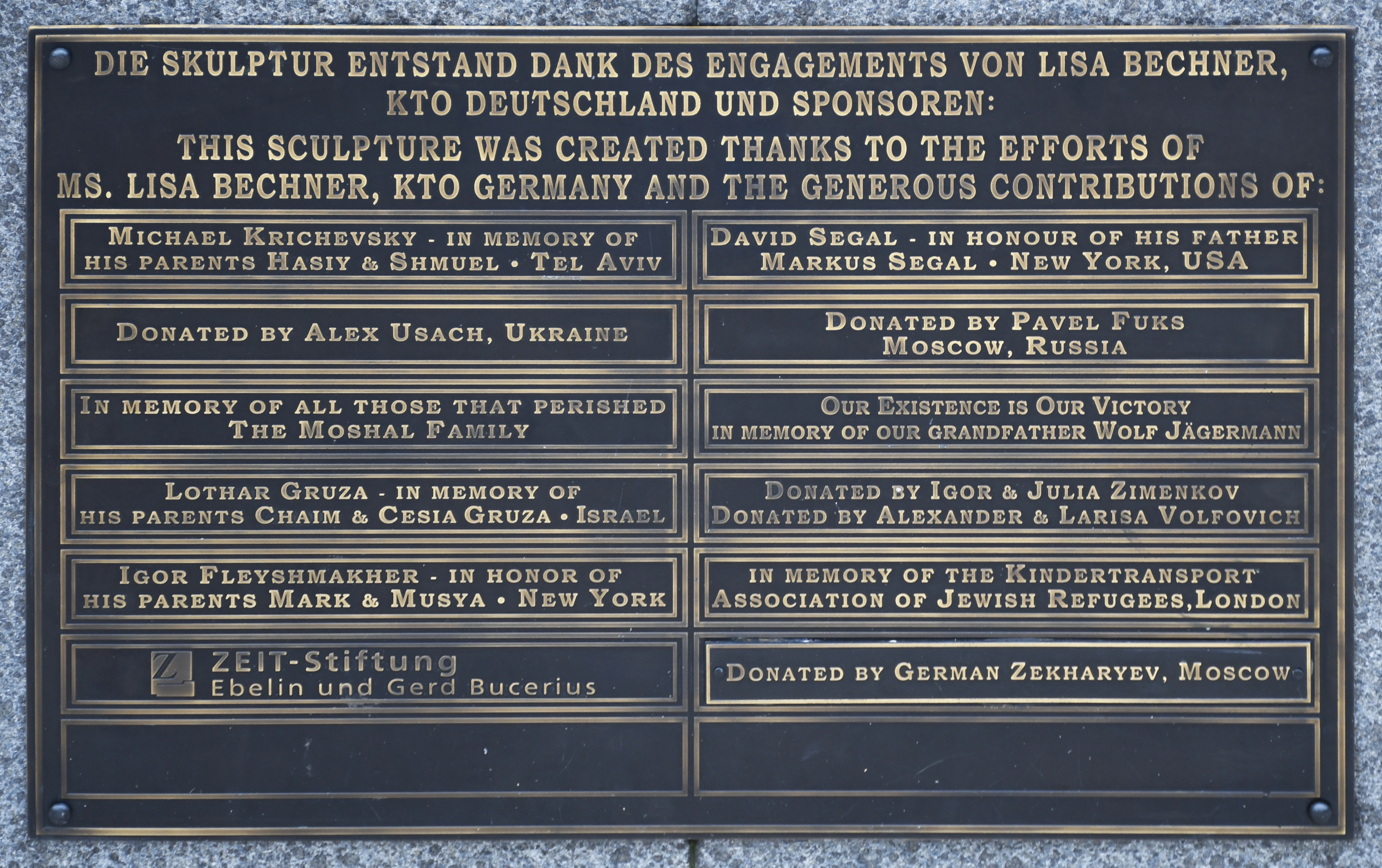

Eine an der Vorderseite des Sockels angebrachte Tafel trägt die Inschrift Kindertransport / Der letzte Abschied / The final parting / Sculptors: Frank Meisler, Arie Ovadia.

Die seitliche Tafel nennt die Namen der Initiatoren und Sponsoren:
Die Skulptur entstand Dank des Engagements von Lisa Bechner, KTO Deutschland und Sponsoren:
This Sculpture was created thanks to the efforts of Ms. Lisa Bechner, KTO Germany and the generous contributions of:
Michael Krichevsky – In memory of his parents Hasiy & Shmuel * Tel Aviv
Donated by Alex Usach, Ukraine
In Memory of all those that perished the Moshal Family
Lothar Gruza – In Memory of his parents Chaim & Cesia Gruza * Israel
Igor Fleyshmakher – In Honor of his parents Mark & Musya * New York
ZEIT-Stiftung Ebelin und Gerd Bucerius
David Segal – In Honor of his father Markus Segal * New York, USA
Donated by Pavel Furks * Moscow, Russia
Our existence is our victory – In memory of our grandfather Wolf Jägermann
Donated by Igor & Julia Zimenkov
Donated by Alexander & Larisa Volfovich
In memory of the Kindertransport Association of Jewish Refugees, London

## Korrespondierende Denkmale
An weiteren Bahnhöfen der Kindertransporte stehen entsprechende Plastiken von Meisler:
- London: Auf Initiative von Prinz Charles gibt es seit 2006 das Denkmal Kindertransport – Die Ankunft am Bahnhof Liverpool Street Station in London, wo die jüdischen Kinder eintrafen.
- Berlin: Das Denkmal mit dem Titel Züge in das Leben – Züge in den Tod wurde 2008 am Bahnhof Berlin Friedrichstraße in Berlin eingeweiht.[7] Seit dem 1. Dezember 1938 fuhren Kindertransporte, viele vom Anhalter Bahnhof in Berlin aus, über Rotterdam, Hoek van Holland bzw. auch über den Hamburger Hafen nach London.
- Danzig: Die Plastik Kindertransport – Die Abreise aus Bronze wurde im Jahr 2009 auf Wunsch des Danziger Bürgermeisters Paweł Adamowicz vor dem Bahnhof Gdańsk Główny aufgestellt.
- Hoek van Holland: 2011 wurde das Denkmal Kindertransport – Channel Crossing to Life für die geretteten jüdischen Kinder aufgestellt.

Meislers Skulpturengruppen, die inzwischen zur europäischen Route der Kindertransporte wurden, zeigen Gemeinsamkeiten sowie unterschiedliche gestalterische Details.